# كاهوموفايلاهي
کاهوموفايلاهي (بالإنجليزية: Kahomovailahi)‏ بحار أسطوري من ساموا. مع أنه أعمى وعجوز جدا، استطاع أن يحدد مستقر مركب النقل بتحسس البحر بیده. وقد ورثت سلالته هذه المهارة وعرفوا باسم فافاتي تاهي أي «الذين يشعرون بالبحر».